# Elias Hadaya
Elias Hadaya, född 31 augusti 1998, är en svensk fotbollsmålvakt som representerar Utsiktens BK.

## Biografi
Hadaya spelade ungdomsfotboll i AFC United, och gick 2017 till Assyriska FF i division 1 norra. Parallellt spelade han även futsal med Märsta IK. Till säsongen 2019 värvades han av norska Levanger FK, och efter två säsonger med klubben gick han vidare till Kristiansund BK. Där fick han dock lite speltid, och lånades säsongen 2022 ut till Bryne FK. Inför säsongen 2023 återvände han till Sverige och Göteborgslaget Utsiktens BK, där han skrev på ett tvåårskontrakt. Med Utsikten var han med och tog en sensationell tredjeplats i Superettan 2023 och fick kvala till allsvenskan, där det dock blev tvärstopp mot IF Brommapojkarna, som vann det första kvalmötet med hela 7–0.